# 前田利謙
前田 利謙（まえだ としのり）は、越中富山藩の第8代藩主。

## 生涯
明和4年（1767年）12月22日、第6代藩主・前田利與の長男として江戸で生まれる。天明7年（1787年）8月6日に従兄である第7代藩主・利久の養子となり、同年に利久が死去したため家督を継いだ。
天明8年（1788年）3月28日、幕命により美濃・伊勢などの河川の手伝い普請に駆り出され、その出費により藩財政がさらに悪化したため、藩士の知行借上げ、株仲間の認可などを積極的に行なったが、あまり効果はなかった。
享和元年（1801年）8月26日に死去した。享年35。次男の利保は幼少のため、同じく加賀藩支藩の大聖寺藩から迎えた養子の利幹が跡を継いだ。

## 系譜
- 父：前田利与
- 母：住 - 山田氏
- 養父：前田利久
- 正室：長 - 毛利重就の娘
- 側室：幾勢
  - 男子：前田松次郎
  - 女子：前田勝子 - 前田利幹正室
  - 女子：前田喜久 - 宗義質正室・寛寿院
  - 女子：前田光子
- 側室：稲
- 側室：花町
  - 女子：前田美子
- 側室：美須
  - 次男：前田利保（1799-1859）
- 養子
  - 男子：前田利幹 - 前田利道の八男